# Tours FC
Tours Football Club (krátce Tours FC) je francouzský fotbalový klub z Tours hrající šestou nejvyšší francouzskou fotbalovou soutěž. Domácí zápasy hraje na stadionu Stade de la Vallée du Cher, který má kapacitu 13 500 míst. Klubové barvy jsou modrá a černá.